# Шилова, Ирина Михайловна
Ири́на Миха́йловна Ши́лова (16 декабря 1937, Москва — 21 октября 2011, там же) — советский и российский киновед. Кандидат искусствоведения (1969).

## Биография
В 1962 году окончила киноведческий факультет ВГИКа (мастерская Александра Грошева). Печаталась с 1965 года. Автор многих статей о музыке в кино, искусстве киноактёра. В 1974—2000 годах работала научным сотрудником НИИ киноискусства, заведующая отделом изучения современного экранного искусства НИИ киноискусства. С 2001 года — заведующая сектором междисциплинарных исследований НИИ киноискусства. Член Союза кинематографистов России. Член Правления Союза кинематографистов России. Член редколлегии журнала «Киноведческие записки» (с 2001 года).
Публиковалась в ведущих кино- и музыкальных изданиях «Советская музыка», «Спутник кинозрителя», «Советский фильм», «Театр», «Детская литература», «Мнения», «Киноведческие записки», «Искусство кино», «Экран», «Кинопроцесс» «Читальный зал», «Киномеханик», «Сеанс», «Киносценарии», «Экран и сцена», «Общая газета», «Известия», «Литературная газета», «СК-Новости» и многих других, а также в научных сборниках.
С 1993 года преподавала во ВГИКе, с 2001 года — руководитель киноведческой мастерской ВГИКа.

## Сочинения
- Олег Табаков. — М., 1966 (с Р. Поспеловым).
- Лилия Гриценко. — М., 1969.
- Вячеслав Шалевич. — М., 1972.
- Музыка в кино. — М., 1973.
- Фильм и его музыка. — М., 1973.
- Михаил Ножкин. — М., 1975.
- Who’s Who in the Soviet Cinema. — М., 1979 (с Галиной Долматовской).
- Советский музыкальный фильм. — М., 1980.
- Превращения музыкального фильма. — М., 1981.
- Проблема жанров в киноискусстве. — М., 1982.
- Ради жизни на земле. Военно-патриотическая тема в кино. — М., 1982. (с Арменом Медведевым).
- Композиторы советского кино. — М., 1983. (с Л. Джапаридзе)
- Музыкальный фильм. — М., 1984.
- Проблемы звуковой образности в советском кино. — М., 1984.
- Кинематограф 80-х. — М., 1987.
- …И моё кино. — М., 1993.